# سد حاریق
سد حاریق (به عربی: سد الحریق) یک سد در عربستان سعودی است که در استان ریاض واقع شده‌است.